# مقبرة 13
المقبرة رقم 13 و المعروفة علمياً بالرمز KV13، و تقع في وادي الملوك في مصر، تم حفرها و نقشها في الأساس لدفن النبيل باي من أواخر الأسرة التاسعة عشرة ، وقد نشرت الدورية الفرنسية لعلم المصريات (BIFAO) في عام 2000 شقفة منقوشة تقول إن المستشار باي قد أعدمه الملك سبتاح. وبالتالي، لم يدفن باي مطلقاً في مقبرته. وعلاوة على ذلك ، لم يتم العثور على أثاث جنائزي ينتمي لباي في هذه المقبرة. و قد أعيد استخدامها لاحقا لدفن الأمير أمون حرخبشف (ابن الملك رعمسيس الثالث) و كذلك مرة ثانية لدفن الأمير منتوحرخبشف (ابن الملك رعمسيس التاسع) ، و كلاهما من الأسرة العشرين.

## روابط خارجية
- مشروع تخطيط طيبة : KV13

## هوامش
1. ↑  Pierre Grandet, "L'execution du chancelier Bay O.IFAO 1864", BIFAO 100(2000), pp.339-345